# Sebastian Brant
Sebastian Brant (ou Brandt) (1457 – 10 de maio de 1521) foi um humanista e satirista germânico, nascido na Alsácia, mais conhecido por seu poema satírico  A nau dos insensatos (Das Narrenschiff), publicado em 1494.

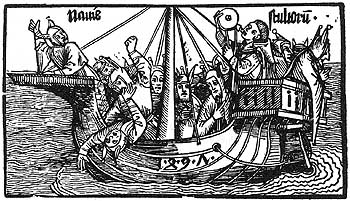
Ilustração da capa de Narrenschiff, por Albrecht Dürer (1494).

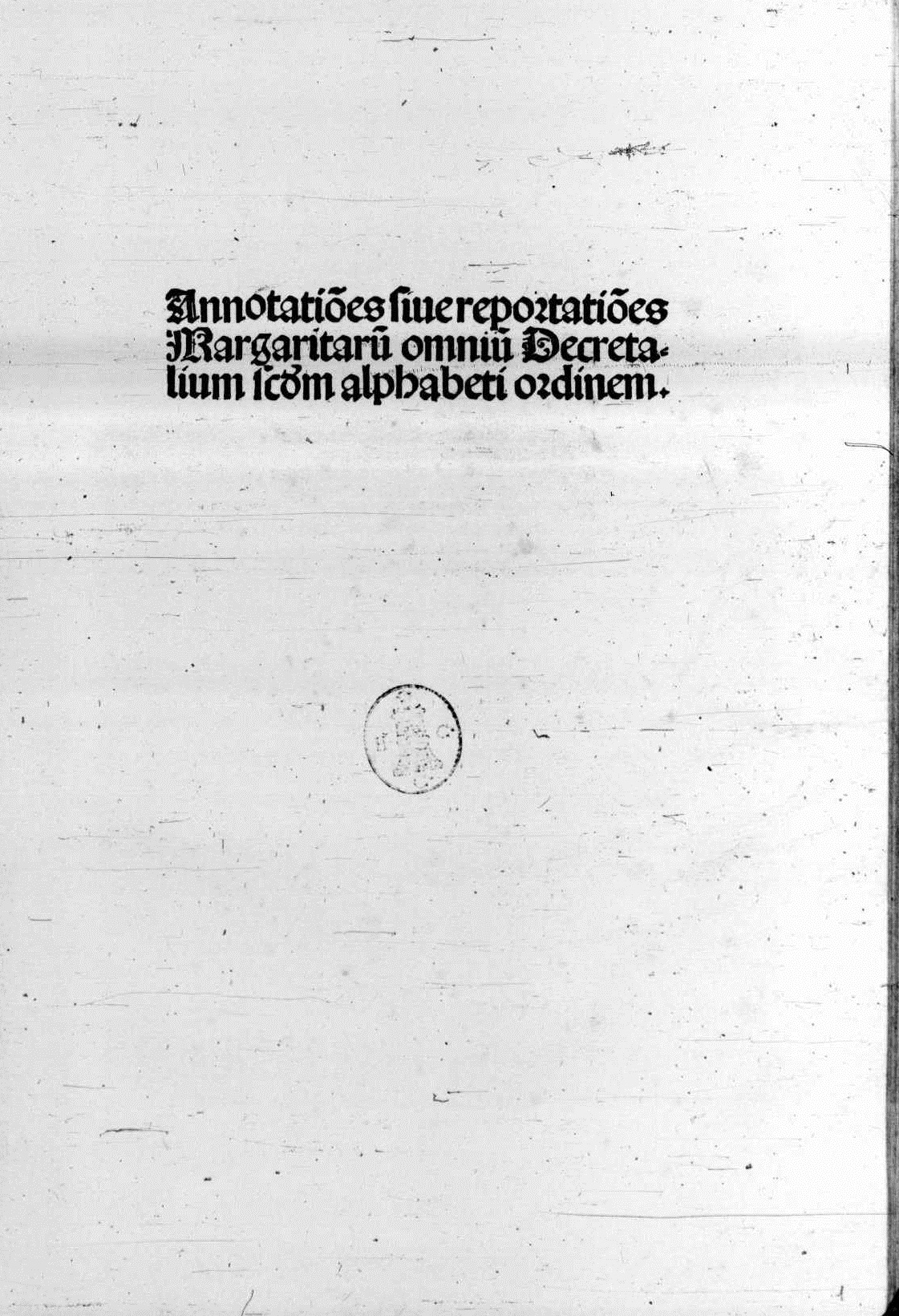
Margarita Decretalium, 1496

Nascido em Estrasburgo, estudou em Basileia (Suíça) e formou-se advogado em 1489; depois de formado, ainda em Basileia, ensina jurisprudência por algum tempo.  De volta a Estrasburgo, é nomeado prefeito da cidade e lá permanece até o fim de seus dias.
Em 1485 casa-se com Elisabeth Burgis, de Basileia, filha de um cuteleiro. Têm sete filhos. Cioso em dar alta educação ao menos ao filho mais velho, Onophrius, ensina-lhe latim ainda no berço e o encaminha a uma universidade aos sete anos.
O que primeiro o atraiu às ciências humanas foi a Poesia Latina; editou vários textos jurídicos e eclesiásticos. Mas seria mais conhecido por seu famoso poema satírico A Nau dos Insensatos (Das Narrenschiff); publicado na cidade de Bergmann, em 1494, logo se tornando popular e influente para além da Alemanha. No poema, uma  alegoria, um navio ladeado e lotado de parvos ruma para o Paraíso dos Tolos, a Narragonia. Brant expõe aqui com vigor ímpar as faquezas e vícios do seu tempo. É aqui que ele concebe Saint Grobian, retratando-o um patrono, o santo da vulgaridade e das pessoas grosseiras.
De volta a Estrasburgo em 1500, Brant encaminha várias petições ao Imperador Maximiliano para que este trabalhasse em repelir os Turcos e 'salvasse o Ocidente'. Porém, ao perceber que o Imperador não demonstra interesse pela tarefa, discute a situação com seu colega humanista Konrad Peutinger, este em Augsburgo, expondo sue preocupação pela incapacidade da Alemanha em assumir seu papel na História. Com o mesmo espírito, em 1492, Brant exaltava o rei Fernando de Aragão, a vencer os Mouros e unificar a Espanha. Fervoroso defensor do cultura nacionalista germânica, acreditava na necessidade de uma reforma moral para a segurança do Império frente às hordas turcas.
Embora essencialmente conservador em sua visão religiosa, como a maioria dos humanistas germânicos, Brant não fazia vistas grossas aos abusos da igreja, e a Nau dos Insensatos se tornaria a mais efetiva preparação para a Reforma Protestante. 'Navio dos Tolos', de Alexander Barclay (de 1509) é uma imitação do poema alemão; houve também uma versão em Latim por Jacobus Locher (1497), bem menos popular que o original alemão.
A correspondência que se manteve demonstra a existência de conversas com Peter Schott, Johann Bergmann von Olpe, Imperados Maximiliano, Thomas Murner, Konrad Peutinger, Willibald Pirckheimer, Johannes Reuchlin, Beatus Rhenanus, Jakob Wimpfeling e Ulrich Zasius.